# Pinnatella mucronata
Pinnatella mucronata är en bladmossart som beskrevs av Fleischer 1906. Pinnatella mucronata ingår i släktet Pinnatella och familjen Neckeraceae. Inga underarter finns listade i Catalogue of Life.